# Филип Рот
Филип Милтън Рот (на английски: Philip Milton Roth) е американски писател, известен с романите и разказите си, посветени на живота на американските евреи. Прославя се с третата си книга „Синдромът Портной“ (Portnoy's Complaint) от 1969 г.

## Биография
Рот завършва еврейското училище Уикуейк и става студент в Университета Рътгърс. През 1955-1956 година служи в армията. Завършва магистратура по английска литература в Чикагския университет, а след това от 1956 до 1958 г. е инструктор по творческо писане там.

### Романи

#### С героя Цукерман
- The Ghost Writer (1979)
Писателят призрак. Превод от английски Невяна Андреева. ИК „Колибри“, София 2015.[1]
- Zuckerman Unbound (1981)
- The Anatomy Lesson (1983)
- The Prague Orgy (1985)

(Горните четири романа са издадени и в един том под заглавие Zuckerman Bound)
- The Counterlife (1986)
- American Pastoral (1997)
Американски пасторал. Превод от английски Елика Рафи. София: Колибри, 2008, 444 с.
- I Married a Communist (1998)
- The Human Stain (2000)
Човешкото петно. Превод от английски Надежда Радулова. София: изд. Алтера, 2009, 296 с.[2]
- Exit Ghost (2007)
Призракът излиза. Превод от английски Венцислав К. Венков. София: Колибри, 2009, 338 с.

#### С героя Кепеш
- The Breast (1972)
Гърдата. Превод от английски Божидар Стойков. София: Колибри, 2011, 90 с.[3]
- The Professor of Desire (1977)
- The Dying Animal (2001)

#### С героя Немесес
- Everyman (2006)
- Indignation (2008)
- The Humbling (2009)
- Nemesis (2010)

#### Други романи
- Goodbye, Columbus (1959)
- Letting Go (1962)
- When She Was Good (1967)
- Portnoy's Complaint (1969)
Синдромът Портной. Превод от английски Мария Емилова, Николай Екимов, Вихър Ангелов. София: Съвременник, 1991, 216 с.[4]
- Our Gang (1971)
- The Great American Novel (1973)
- My Life as a Man (1974)
Животът ми като мъж. Превод от английски Десислава Недялкова. София: Колибри, 2014, 368 с.
- Deception: A Novel (1990)
Измяна. Превод от английски Красимира Абаджиева. София: Интерпринт, 1991, 103 с.
- Operation Shylock: A Confession (1993)
- Sabbath's Theater (1995)
- The Plot Against America (2004)
- Everyman (2006)
- Indignation (2008)
Възмущение. Превод от английски Невена Дишлиева-Кръстева. София: Колибри, 2013, 158 с.[5][6]
- The Humbling (2009)
- Nemesis (2010)

### Есеистика
- The Facts: A Novelist's Autobiography (1988)
- Patrimony: A True Story (1991)

### Сборници
- Reading Myself and Others (1976)
- A Philip Roth Reader (1980, revised edition 1993)
- Shop Talk (2001)
- The Library of America's definitive edition of Philip Roth's collected works (2005–13)